# Mistero buffo
Mistero buffo (ung. "Det absurda mysteriespelet") - ett skådespel av den italienske dramatikern Dario Fo. Mistero buffo anses som ett av Dario Fos främsta verk, och bidrog till att han 1997 tilldelades Nobelpriset i litteratur.
Till sin form är Mistero buffo enmansteater, dvs med en ensam berättare/gestaltare på scenen. Spelet består av sju delar, men framförs ibland med färre. Det bygger på traditionen hos de medeltida gycklare, som for land och rike kring och framförde sina spel på torg och mötesplatser. En del av gycklarna var fattiga munkar, som inte sällan stod i skarp motsättning mot kyrkans och samhällets mäktiga. Mistero buffo handlar mycket om just det - som när en procession med Jesus på väg till Golgata stöter samman med en annan procession, ledd av påven Bonifatius VIII.
Mistero buffo har översatts till svenska av Carlo Barsotti och Anna Barsotti, och har i Sverige framförts framför allt av skådespelaren Björn Granath och ståuppkomikern Özz Nûjen. Även skådespelaren Michael Anderson har turnerat med spelet.
I den svenska versionen ingår följande fyra delar:
- Gycklarens födelse
- Lazarus uppväckelse
- Bröllopet i Kanaan
- Bonifatius VIII